# Nadie lo ha visto
Nadie lo ha visto, en sueco Den du inte ser, es el primer libro de la Serie Anders Knutas escrita por Mari Jungstedt publicado en Suecia en 2003 y en 2009 en España por parte de la editorial Maeva.
Se ha hecho una adaptación de las novelas para la televisión alemana con el título Der Kommissar und das Meer. Esta novela corresponde al capítulo primero de la serie, con el título Den du nicht siehst (No se ve). En España solamente se dobló el primer episodio de la serie con el mismo título del libro, Nadie lo ha visto, mientras que en 2011 directamente se la dobló y adaptó en DVD por A contracorriente films como película.

## Argumento
Comienza la temporada de verano en Gotland, una isla de Suecia situada en el mar Báltico, al este de la península Escandinava y al norte de Polonia, y Helena decide, junto a sus amigos, celebrar allí el comienzo de la temporada de verano. 
Para algunos Suecos, es una remontada tradición visitar la isla para festejar la temporada de verano, y disfrutar de la hermosa flora y fauna del lugar; pero ocurre una situación inesperada en la relación de Helena, puesto que se desata una disputa entre ella y su prometido. 
Al día siguiente, Helena se despierta y se levanta temprano para pasear con su perro por el hermoso bosque de Gotland. Durante su caminata, Helena es atacada por un individuo, al que no podu ver con certeza debido a la espesa niebla que, impedía la visibilidad. 
A la mañana siguiente, se encuentra el cadáver de Helena, y las sospechas inmediatamente señalan a su prometido a causa del altercado del día anterior, por lo que se le declara sospechoso, aunque es absuelto por falta de pruebas.
Pero días más tarde, Frida, la compañera de clase de Helena, es asesinada en circunstancias similares a las de Helena. Toda Suecia sigue la pesquisa, lo cual genera un clima de pánico entre los ciudadanos del lugar. El comisario Knutas está convencido de que se trata del mismo asesino y que podría volver a cometer otro crimen. Para descubrirlo, el comisario tendrá que depender de la colaboración del periodista de De Las Noticias Regionales Johan Berg, el cual desde los primeros acontecimientos había demostrado gran interés por los asesinatos ocurridos en la Isla.